# ترمینال (مخابرات)
در زمینهٔ مخابرات، ترمینال وسیله‌ای است جهت ارتباط از طریق یک خط. تلفن، دورنگار، و تجهیزات شبکه مانند چاپگر و ایستگاه‌های کاری نمونه‌هایی از ترمینال هسند.

## نمونه‌سازی ترمینال‌ها با برنامه‌های رایانه‌ای
بسیاری از رایانه‌ها از برنامهٔ دسترسی سریال استفاده می‌کنند تا از راه خطوط تلفن یا تجهیزات سریال با رایانه‌های دیگر ارتباط برقرار کنند، بنابراین با یک ترمینال رایانه برابری می‌کنند. هایپر ترمینال یکی از رایج‌ترین نمونه سازهای ترمینال می‌باشد.
زمانیکه اولین مکینتاش منتشر گشت، یک برنامه به نام مک ترمینال برای ارتباط با تعدادی از رایانه‌ها مانند آی بی ام استفاده شده بود.
دک ترمینال یکی از اولین برنامه‌های ترمینال برای آلتایر محبوب بود.

## منبع
مشارکت‌کنندگان ویکی‌پدیا. «(Terminal (telecommunication». در دانشنامهٔ ویکی‌پدیای انگلیسی، بازبینی‌شده در ۲۰ نوامبر ۲۰۱۱.